# Lord of Ultima
Lord of Ultima foi um webgame gratuito baseado em browser, de estratégia multiplayer em tempo real (MMORTS) pela Electronic Arts. Foi disponível em várias línguas, inclusive o português. Embora o jogo role dentro do universo da série Ultima, há poucas relações reais com a série. O jogo começou em 20 de abril de 2010 e fechou em 12 de maio de 2014, neste tempo, desenvolvido pela EA Phenomic.
O jogo era um jogo de estratégia 2D similar a Evony. Embora o jogo fora nominalmente livre, os jogadores podiam comprar os "diamantes" do dinheiro do mundo real, proporcionando o jogo melhor desempenho. Os diamantes poderiam ser utilizados em três tipos de melhorias: características interface de utilizador melhorada, através da compra de "ministros" que reduzem a micro-gestão dos recursos, "artefatos" que prevêem aumento de recursos e podem acelerar a conclusão de comandos e proteção contra ataques de jogadores.
O jogo utilizava pura tecnologia Javascript, e não é baseado no Adobe Flash, ao contrário de muitos outros jogos baseados em navegador.

## O jogo
O jogo girava principalmente em torno de coletar recursos para desenvolver as cidades e exércitos e lutar jogador contra os outros por poder e prestígio.
Jogadores começavam com uma única cidade, que era protegida contra ataques por sete dias. Um jogador podia optar por liquidar cidades inativas ou criar novas após que necessários pré-requisitos fossem cumpridos. Um jogador podia também construir um castelo que lhes permitam conquistar outras cidades com castelos, vice-versa. Era um erro comum para os novos jogadores criar o castelo de sua cidade em primeiro lugar, resultando em sua eliminação. Jogadores sem castelos podiam assaltar masmorras, mas não podiam saquear cidades de outros jogadores. Adesão a uma aliança era fundamental neste jogo tanto para a proteção quanto para apoio econômico.
O objetivo do jogo era alcançar o título de "Lord de Ultima", que só poderia ser feito com o apoio de uma aliança.
Diversas ferramentas de terceiros eram comumente utilizados para apoiar o jogador. Ferramentas de planejamento da cidade ajudaram a projetar um layout de cidade, mostrando o ganho potencial de recursos por hora. Design da Cidade era crucial para que o jogador tivesse alta pontuação nas tabelas de classificação no jogo.
Também nesse jogo o comprometimento com a aliança permitia o que líder dela lhe concebesse um titulo mais elevado. Estes são:
Aprendiz
Membro
Veterano
Oficial
Segundo Lider
Lider